# Langford Budville
Langford Budville – wieś w Anglii, w hrabstwie Somerset, w dystrykcie (unitary authority) Somerset. Leży 70 km na południowy zachód od miasta Bristol i 226 km na zachód od Londynu. W 2002 miejscowość liczyła 473 mieszkańców.